# Georg Raschke
Georg Raschke (13. února 1903 Kreuzburg, dnes Kluczbork, Polsko – 19. července 1973 Norimberk, Německo) byl archeolog, který působil ve Slezsku.

## Život
Narodil se v roce 1903 v slezském Kluczborku (německy Kreuzburg). Po maturitě studoval archeologii a historii na univerzitě ve Vratislavi (německy Breslau, polsky Wrocław). Studia ukončil v roce 1928 disertační prací na téma Raná doba železná ve Slezsku (německy Frühe Eisenzeit in Schlesien).
Po studiích začal pracovat v Ratiboři, spolu se svou manželkou Gertrudou, která byla také archeoložka. Zde byl ředitelem muzea a vedoucí Státního úřadu pro pravěk a rané dějiny (německy Landesamt für Vor- und Frühgeschichte).
V letech 1941–1943 byl správcem oddělení pravěku ve Slezském muzeu v Opavě (německy Schlesisches Museum in Troppau). Do roku 1943 se na Těšínsku zajímal o: jablunkovský hrad (hrad Návsí), rotundu sv. Mikuláše a sv. Václava v Těšíně, kde prováděl archeologický výzkum. Prováděl také důraznou ochranu archeologických památek, kdy např. nechal přísně potrestat jistého zemědělce z Hněvošic, který rozkopával starolužické mohyly v Hněvošickém lese, s cílem najít v nich zlato a šperky.
Za svého působení v Ratiboři a Opavě se podílel na činnosti redakčních rad časopisů (německy): Altschlesien, Altschlesische Blätter, Aus Oberschlesiens Urzeit (ten sám založil) a Sudeta.
V roce 1943 musel na základě tzv. Deutsche Volksliste narukovat k Wehrmachtu. Během jeho nepřítomnosti převzala řízení úřadu a jeho funkce jeho manželka. Během války však nemohla provádět archeologické vykopávky.
Po 2. světové válce, v roce 1945 se usadil v Norimberku. Pracoval v Germánském národním muzeu (německy Germanisches Nationalmuseum Nürnberg), jako konzervátor pro "pre-" a "rané" dějiny Horního Slezska.